# LIFE (AAA單曲)
《LIFE》是日本音樂團體AAA的第55張單曲，於2017年10月18日由avex trax發售。

## 概要
- A面曲《LIFE》是富士電視台月9電視劇『民眾之敵～在這世上，不是很奇怪嗎！？～』的主題曲。[2]。
- 此單曲更收錄了2017年7月9日『AAA ARENA TOUR 2017 -WAY OF GLORY-』埼玉超級競技場公演、曲目《MAGIC》的演唱會音源和2017年8月26日『a-nation 2017』味之素球場公演、曲目《Eighth Wonder》的演唱會音源。此單曲繼《MAGIC》後，再次以演唱會音源作B面曲。
- 此單曲有3個版本，分別有「CD+DVD」、「CD ONLY」和「CD+GOOD」。「CD+DVD」收錄了《LIFE》的PV和Making。
- 在10月30日於公信榜單曲週排行榜取得第4位。
- 在第59屆日本唱片大獎獲得「優秀作品獎」。

## 收錄内容

### CD
1. LIFE
（作詞：小松レナ、森月キャス、leonn / 作曲：岩田秀聡、永野大輔 / 編曲：大西克巳、ats-）
2. MAGIC（AAA ARENA TOUR 2017 -WAY OF GLORY- at 埼玉超級競技場 7.9）
（作詞：Mio Aoyama / Rap詞：Mitsuhiro Hidaka / 作曲：ArmySlick、Lauren Kaori）
3. Eighth Wonder（a-nation 2017 at 味之素球場 8.26）
（作詞：Kenn Kato / Rap詞：Mitsuhiro Hidaka / 作曲：Daisuke Suzuki）
4. LIFE (Instrumental)

### DVD
1. LIFE（Music Video）
2. LIFE（Making）